# Ramón Rosa
Pour les articles homonymes, voir Rosa.
Ramón Rosa Soto, né le 14 juillet 1848 à Tegucigalpa et mort le 28 mai 1893 dans la même ville, est un avocat, journaliste, homme politique et écrivain libéral en Amérique centrale durant la seconde moitié du XIXe siècle. Idéologue, il instaure des réformes politiques libérales en matière d'éducation au Guatemala et au Honduras. Rosa est premier ministre durant le passage de son cousin, le docteur Marco Aurelio Soto, à la présidence du Honduras. Rosa et Soto étaient associés dans des investissements miniers.

## Biographie

### Jeunesse, études et débuts politiques
Fils de Juan José Soto et Isidora Rosa, Ramón Rosa apprend à lire et écrire avec un professeur hondurien qui sera plus tard le personnage principal de son livre The Scholastic teacher. Il est diplômé de philosophie de l'université nationale de Tegucigalpa et fréquente ensuite l'école de droit de la faculté de droit et de notariat de l'université nationale du Guatemala. Dans cette dernière école, il est collègue de classe de son cousin de Marco Aurelio Soto et fait la connaissance du futur archevêque du Guatemala, Ricardo Estrada Casanova. Il étudie également avec l'auteur et historien José Milla y Vidaurre et l'ancien président de la Colombie, Mariano Ospina Rodríguez, qui était en exil au Guatemala. Il est diplômé en octobre 1871 à l'âge de 23 ans. Peu de temps après, il se joint au Parti libéral et attaque le gouvernement de Vicente Cerna Sandoval avec des articles dans El Central que Rosa a contribué à fonder. Alors que les idées libérales se positionne au Guatemala, El Centro supporte la candidature du général Miguel García Granados contre Justo Rufino Barrios, un autre chef libéral qui se présentait durant le plébiscite.

### Carrière politique
Durant le gouvernement de García Granados, il sert comme vice-directeur au Finances et ensuite ministre de l'Éducation sous celui de Justo Rufino Barrios. Au gouvernement, Rosa est chargé de réformer le modèle éducationnel guatémaltèque en suivant les principes libéraux :
- Établir une séparation de l'Église et de l'État
- Supprimer la dîme obligatoire
- Suppression des confréries
- Établissement du mariage civil
- Sécularisation des cimetières
- Création d'un registre civil
- Établissement de l'éducation séculaire dans toutes les écoles de la république
- Institution de l'école primaire gratuite
- Réorganisation de l'université et suppression des cours de théologie[2]

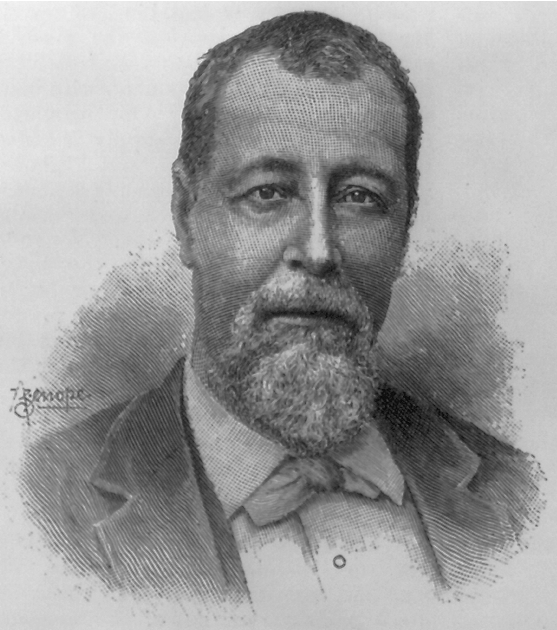
Justo Rufino Barrios en 1884.

Le secrétariat de l'Éducation étant entre les mains d'intellectuels honduriens entre Rosa et Marco Aurelio Soto, les deux alternent leurs fonctions avec le secrétariat aux Affaires étrangères. Les deux sont de farouches anticléricaux et intellectuels libéraux voulant réformer l'éducation et la religion au Guatemala. Rosa décrit sa position en 1882 : « En Amérique, où l'instruction populaire se répand à la vitesse de la lumière, et où il n'existe pas, comme en Europe, d'intérêts religieux traditionnels et profondément enracinés, donnant pouvoir et privilèges à certaines classes sociales ; dans notre Amérique, où la liberté de conscience est déjà une conquête définitive : toutes, toutes les grandes religions doivent disparaître, d'ici peu, avec leurs dogmes artificiels et contradictoires, leurs artifices théâtraux liturgiques, avec leurs histoires sanglantes, avec leurs égoïsmes et leurs intérêts mondains mal déguisés, avec leurs saintetés hypocrites, leurs castes privilégiées et leur tyrannie exécrable [...] ».
Le gouvernement de Justo Rufino Barrios commençant à prendre un virage dictatorial, il commence également à interférer dans la politique de ses voisins afin de mener au projet de création d'une Union centraméricaine. Après un stratagème politique conduisant à la chute du gouvernement du Honduras, Barrios nomme Marco Aurelio Soto et Ramón Rosa pour le remplacer. Les deux quittent leurs ministères au Guatemala pour se rendre à Amapala en 1876. Inaugurant alors la mise en place du gouvernement provisoire, Rosa sert comme secrétaire général de 1876 à 1893.

### Présidence de Marco Aurelio Soto

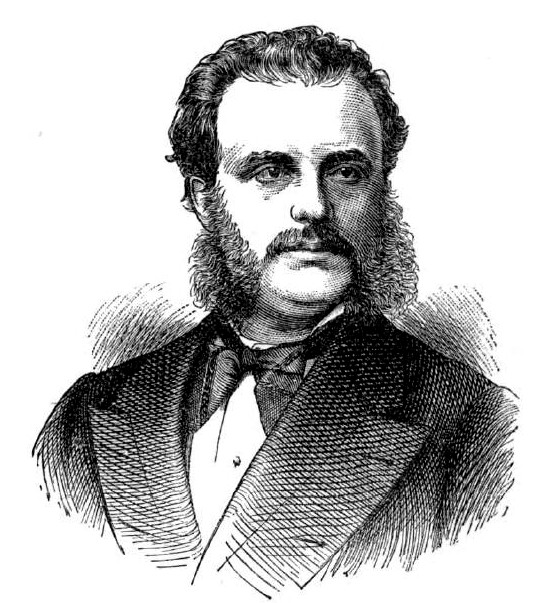
Marco Aurelio Soto

En 1876, chute le gouvernement conservateur de José María Medina entre autres en raisons d'un scandale sur les prêts pour la construction de chemin de fer ainsi que de la disparition de plusieurs personnalités politiques honduriennes à l'étranger. Barrios, le président guatémaltèque, voit alors l'occasion d'établir un gouvernement libéral favorisant ses intérêts vers la création d'une union.
Au début de l'année 1876, à la suite des élections au Salvador avec lesquelles Andrés del Valle est élu, Barrios et del Valle se rencontrent près du Chingo et s'entendent sur un projet d'invasion du Honduras pour y installer Soto et Rosa au pouvoir. Bien que les deux hommes s'accordent sur l'envoi de milliers d'hommes, des évènements politiques empêchent del Valle de respecter l'engagement. Barrios soupçonne alors que le maréchal González, alors le vice-président et ancien président du Salvador, demeure le véritable chef du pays.
À la suite d'allégations selon lesquelles le Salvador planifie une invasion du Guatemala, les relations diplomatiques sont rompues le 1er avril 1876. Les villes salvadoriennes de San Miguel et la La Unión sont prises par le général Gregorio Solares Pasaquina. Observant la situation se dégrader, le maréchal González envoie le président del Valle et E. Jacinto Mejia Castellanos afin de négocier la paix avec Barrios à Chalchuapa le 25 avril. À la suite de cette négociation, del Valle et González doivent quitter leur poste. Barrios approuve la nomination du Dr Rafael Zaldívar à la présidence salvadorienne.
Soto entre au Honduras avec l'aide de Barrios et se proclame 20e président du Honduras à partir de 1876. Ramón Rosa est alors son ministre idéologue et tente de faire entrer le pays dans une voie libérale telle que celle emprunté plus tôt par le Guatemala. La transformation se base sur des principes comme un réorganisation administrative et juridique et une ouverture aux capitaux étrangers, en particulier ceux des États-Unis. Soto est alors propriétaire d'une importante fortune en raison de la fondation de la Rosario Mining Company avec l'homme d'affaires new-yorkais en décembre 1879.
Rosa donne une teinte de philosophie positiviste au système de droit et d'éducation avec le Code de l'Instruction publique (1882). Il tente d'attirer des investissements étrangers dans les secteurs des mines et de l'agriculture.

### Exil et mort
Lorsque Soto est forcé de démissionner de la présidence en mai 1883, sous la pression de son ancien allié Justo Rufino Barrios et des troupes guatémaltèques postées à la frontière, Rosa se dirige vers le Costa Rica à Alajuela et ne revient pas au Honduras avant 1889. Sur place, il continue sa carrière journalistique et fonde le Guacerique. Il propose aussi la création du Parti progressiste pour l'élection générale de 1891, mais le parti est dissous peu de temps après. Commence alors une période d'instabilité politique au Honduras qui est alors dirigé par Policarpo Bonilla.

## Honneurs et commémorations
Son effigie figure sur les billets de 500 lempiras avec le village de San Juancito (en) au revers.

## Publications
Selon Medardo Mejia, Ramón Rosa est l'écrivain qui a le plus décrit les réalités honduriennes. Il avait une espérance dans la constance du progrès et dans la valeurs des institutions.
Ramón Rosa travaille surtout dans la rédaction des essais et des biographies : 
- Social Constitution in Honduras
- General Considerations on the Independence of Central America
- The Political Parties
- Keynote Speech at the Central University of Honduras
- Awareness of the Past

Exemples de biographies:
- Biographie de Don Jose Milla y Vidaurre
- Biographie du Père Reyes, Tegucigalpa, 1965
- Biographie de José Cecilio del Valle, Tegucigalpa, 1965
- Histoire du général Don Francisco Morazan, Tegucigalpa, 1971.

Selon Rafael Heliodoro Valle, à la fois Rosa et Soto sont les hommes d'État qui ont mené une transformation intellectuelle et matérielle du Honduras entre 1876 et 1883. Rosa croyait en la liberté en termes de progrès.